# Fascellina papuensis
Fascellina papuensis là một loài bướm đêm trong họ Geometridae.